# Seznam vlajek guvernérů států Australského společenství

Vlajka australského generálního guvernéra

Seznam vlajek guvernérů států Australského společenství představuje přehled vlajek guvernérů federálních států Austrálie.

## Vlajky guvernérů
| Umístění | Vlajka guvernéra | Poměr | Federální stát / více o vlajce                | Platnost od | Vlajka státu (pro porovnání) |
| -------- | ---------------- | ----- | --------------------------------------------- | ----------- | ---------------------------- |
|          |                  | 1:2   | Jižní Austrálie Vlajka Jižní Austrálie        | 1975        |                              |
|          |                  | 1:2   | Nový Jižní Wales Vlajka Nového Jižního Walesu | 1981        |                              |
|          |                  | 1:2   | Queensland Vlajka Queenslandu                 | 1953        |                              |
|          |                  | 1:2   | Tasmánie Vlajka Tasmánie                      | 1977        |                              |
|          |                  | 1:2   | Victoria Vlajka Victorie                      | 1984        |                              |
|          |                  | 1:2   | Západní Austrálie Vlajka Západní Austrálie    | 1988        |                              |

## Historie

Vlajka guvernéra Queenslandu (1870–1876) Poměr stran: 1:2
Vlajka guvernéra Queenslandu (1876–1901) Poměr stran: 1:2
Vlajka guvernéra Queenslandu (1901–1952) Poměr stran: 1:2

Vlajka guvernéra Tasmánie (1875–1876) Poměr stran: 1:2
Vlajka guvernéra Tasmánie (1876–1977) Poměr stran: 1:2

Vlajka guvernéra Victorie (1870–1877) Poměr stran: 1:2
Vlajka guvernéra Victorie (1877–1903) Poměr stran: 1:2
Vlajka guvernéra Victorie (1903–1953) Poměr stran: 1:2
Vlajka guvernéra Victorie (1953–1984) Poměr stran: 1:2

Vlajka guvernéra Západní Austrálie (1870–1953) Poměr stran: 1:2
Vlajka guvernéra Západní Austrálie (1953–1988) Poměr stran: 1:2

Jižní Austrálie

Vlajka guvernéra Jižní Austrálie (1870–1876) Poměr stran: 1:2
Vlajka guvernéra Jižní Austrálie (1876–1904) Poměr stran: 1:2
Vlajka guvernéra Jižní Austrálie (1904–1975) Poměr stran: 1:2

Nový Jižní Wales

Vlajka guvernéra Nového Jižního Walesu (1870–1876) Poměr stran: 1:2
Vlajka guvernéra Nového Jižního Walesu (1876–1981) Poměr stran: 1:2

Queensland
- Vlajka guvernéra Queenslandu (1870–1876)
Poměr stran: 1:2
- Vlajka guvernéra Queenslandu (1876–1901)
Poměr stran: 1:2
- Vlajka guvernéra Queenslandu (1901–1952)
Poměr stran: 1:2

Tasmánie
- Vlajka guvernéra Tasmánie (1875–1876)
Poměr stran: 1:2
- Vlajka guvernéra Tasmánie (1876–1977)
Poměr stran: 1:2

Victoria
- Vlajka guvernéra Victorie (1870–1877)
Poměr stran: 1:2
- Vlajka guvernéra Victorie (1877–1903)
Poměr stran: 1:2
- Vlajka guvernéra Victorie (1903–1953)
Poměr stran: 1:2
- Vlajka guvernéra Victorie (1953–1984)
Poměr stran: 1:2

Západní Austrálie
- Vlajka guvernéra Západní Austrálie (1870–1953)
Poměr stran: 1:2
- Vlajka guvernéra Západní Austrálie (1953–1988)
Poměr stran: 1:2